# Little League World Series 2004
Koordinaten: 41° 13′ 45″ N, 77° 0′ 2″ W
Die Little League World Series 2004 war die 58. Austragung der Little League Baseball World Series, einem internationalen Baseballturnier für Knaben zwischen 11 und 12 Jahren. Gespielt wurde wie jedes Jahr in South Williamsport, Pennsylvania.

## Teilnehmer
Die 16 Teams spielen in vier Gruppen zu je vier Mannschaften Jeder gegen Jeden. Die beiden besten Mannschaften spielen dann in Ausscheidungsspielen um den Titel.
| Gruppe A                                | Gruppe B                                | Gruppe C                                        | Gruppe D                                     |
| --------------------------------------- | --------------------------------------- | ----------------------------------------------- | -------------------------------------------- |
| Thousand Oaks, Kalifornien Region West  | Richmond, Texas Region Südwest          | Panama-Stadt, Panama Lateinamerika              | Willemstad, Niederländische Antillen Karibik |
| Morganton, North Carolina Region Südost | Preston, Maryland Region Mittelatlantik | Kaohsiung, Chinesisch Taipeh Asien              | Guadalupe, Nuevo León Mexiko                 |
| Lincoln, Rhode Island Region Neuengland | Redmond, Washington Region Nordwest     | Nepean, Ontario Kanada                          | Dhahran, Saudi-Arabien Transatlantik         |
| Davenport, Iowa Region Mittlerer Westen | Owensboro, Kentucky Region Große Seen   | Kutno, Polen Europa, Mittlerer Osten und Afrika | Saipan, Nördliche Marianen Pazifik           |

## Ergebnisse
Die acht US-amerikanischen und die acht internationalen Teams wurden in zwei Gruppen aufgeteilt. Jeder spielte gegen jeden in seiner Gruppe. Die ersten beiden zogen in die Meisterschaftsrunde ein und spielten gegen die jeweils andere Gruppe ihrer Region einen Sieger aus. Der Sieger der US-amerikanischen Finales und des internationalen Finales spielten dann in der Weltmeisterschaft gegeneinander um den Titel.

### Vereinigte Staaten

#### Gruppe A
| Platz | Region           | W | L | %     |
| ----- | ---------------- | - | - | ----- |
| 1.    | West             | 3 | 0 | 1.000 |
| 2.    | Südost           | 2 | 1 | 0.667 |
| 3.    | Neuengland       | 1 | 2 | 0.333 |
| 4.    | Mittlerer Westen | 0 | 3 | 0.000 |

| Datum        | Zeit  | Stadion           | Begegnung        | Begegnung | Begegnung  | Ergebnis |
| ------------ | ----- | ----------------- | ---------------- | --------- | ---------- | -------- |
| 20. August   | 13:00 | Volunteer Stadium | Mittlerer Westen | –         | Südost     | 4:4      |
| 21. August   | 20:00 | Volunteer Stadium | Mittlerer Westen | –         | Neuengland | 2:3      |
| 22. August   | 15:00 | Lamade Stadium    | Südost           | –         | West       | 2:9      |
| 23. August   | 15:00 | Volunteer Stadium | Mittlerer Westen | –         | West       | 0:10 (5) |
| 23. August   | 19:00 | Volunteer Stadium | Neuengland       | –         | Südost     | 4:5      |
| 24. August 1 | 10:00 | Volunteer Stadium | Neuengland       | –         | West       | 1:3      |

1 Das Spiel wurde wegen Regens vom 20. auf den 24. August verschoben.

#### Gruppe B
| Platz | Region         | W | L | %     |
| ----- | -------------- | - | - | ----- |
| 1.    | Südwest        | 3 | 0 | 1.000 |
| 2.    | Mittelatlantik | 1 | 2 | 0.333 |
| 3.    | Nordwest       | 1 | 2 | 0.333 |
| 4.    | Große Seen     | 1 | 2 | 0.333 |

| Datum      | Zeit  | Stadion           | Begegnung      | Begegnung | Begegnung      | Ergebnis |
| ---------- | ----- | ----------------- | -------------- | --------- | -------------- | -------- |
| 21. August | 12:00 | Volunteer Stadium | Mittelatlantik | –         | Große Seen     | 7:2      |
| 21. August | 15:00 | Lamade Stadium    | Südwest        | –         | Nordwest       | 18:7     |
| 22. August | 13:00 | Volunteer Stadium | Südwest        | –         | Große Seen     | 12:2 (5) |
| 22. August | 20:00 | Lamade Stadium    | Nordwest       | –         | Mittelatlantik | 8:3      |
| 24. August | 15:00 | Lamade Stadium    | Südwest        | –         | Mittelatlantik | 13:1     |
| 24. August | 20:00 | Lamade Stadium    | Nordwest       | –         | Große Seen     | 2:3      |

### International

#### Gruppe C
| Platz | Region        | W | L | %     |
| ----- | ------------- | - | - | ----- |
| 1.    | Lateinamerika | 3 | 0 | 1.000 |
| 2.    | Asien         | 2 | 1 | 0.667 |
| 3.    | Kanada        | 1 | 2 | 0.333 |
| 4.    | EMEA          | 0 | 3 | 0.000 |

| Datum      | Zeit  | Stadion           | Begegnung     | Begegnung | Begegnung | Ergebnis |
| ---------- | ----- | ----------------- | ------------- | --------- | --------- | -------- |
| 20. August | 17:00 | Lamade Stadium    | Lateinamerika | –         | Kanada    | 12:2 (5) |
| 21. August | 18:00 | Lamade Stadium    | EMEA          | –         | Asien     | 0:18 (4) |
| 22. August | 16:00 | Volunteer Stadium | Lateinamerika | –         | EMEA      | 9:0      |
| 23. August | 20:00 | Lamade Stadium    | Kanada        | –         | Asien     | 2:7      |
| 24. August | 13:00 | Volunteer Stadium | Kanada        | –         | EMEA      | 5:1      |
| 24. August | 17:00 | Volunteer Stadium | Lateinamerika | –         | Asien     | 6:2      |

#### Gruppe D
| Platz | Region        | W | L | %     |
| ----- | ------------- | - | - | ----- |
| 1.    | Karibik       | 3 | 0 | 1.000 |
| 2.    | Mexiko        | 2 | 1 | 0.667 |
| 3.    | Transatlantik | 1 | 2 | 0.333 |
| 4.    | Pazifik       | 0 | 3 | 0.000 |

| Datum      | Zeit  | Stadion           | Begegnung     | Begegnung | Begegnung     | Ergebnis |
| ---------- | ----- | ----------------- | ------------- | --------- | ------------- | -------- |
| 21. August | 14:30 | Volunteer Stadium | Karibik       | –         | Mexiko        | 3:2      |
| 21. August | 17:00 | Volunteer Stadium | Transatlantik | –         | Pazifik       | 4:1      |
| 22. August | 19:00 | Volunteer Stadium | Transatlantik | –         | Mexiko        | 0:1      |
| 23. August | 13:00 | Lamade Stadium    | Pazifik       | –         | Mexiko        | 3:6      |
| 23. August | 17:00 | Lamade Stadium    | Karibik       | –         | Transatlantik | 6:1      |
| 24. August | 11:00 | Lamade Stadium    | Karibik       | –         | Pazifik       | 3:0      |

### Meisterschaftsspiele
|  | Halbfinale                      | Halbfinale                      |                                 |                                 | US und Intern. Finale           | US und Intern. Finale |  |  | Weltmeisterschaft                  | Weltmeisterschaft                  |
|  |                                 |                                 |                                 |                                 |                                 |                       |  |  |                                    |                                    |
|  | 25. August 16:00 Lamade Stadium |                                 |                                 |                                 |                                 |                       |  |  |                                    |                                    |
|  | D1 Karibik (7)                  | 9                               |                                 |                                 |                                 |                       |  |  |                                    |                                    |
|  | D1 Karibik (7)                  | 9                               | 28. August 14:00 Lamade Stadium |                                 |                                 |                       |  |  |                                    |                                    |
|  | C2 Asien                        | 8                               |                                 |                                 |                                 |                       |  |  |                                    |                                    |
|  | C2 Asien                        | 8                               | Karibik                         | 4                               |                                 |                       |  |  |                                    |                                    |
|  |                                 |                                 | Karibik                         | 4                               |                                 |                       |  |  |                                    |                                    |
|  |                                 | Mexiko                          | 0                               |                                 |                                 |                       |  |  |                                    |                                    |
|  | C1 Lateinamerika                | Mexiko                          | 0                               | 2                               |                                 |                       |  |  |                                    |                                    |
|  | C1 Lateinamerika                |                                 |                                 | 2                               |                                 |                       |  |  |                                    |                                    |
|  | D2 Mexiko (10)                  | 6                               |                                 | 29. August 18:30 Lamade Stadium | 29. August 18:30 Lamade Stadium |                       |  |  |                                    |                                    |
|  | 26. August 16:00 Lamade Stadium | 26. August 16:00 Lamade Stadium | Karibik                         | 5                               |                                 |                       |  |  |                                    |                                    |
|  | 25. August 20:00 Lamade Stadium | 25. August 20:00 Lamade Stadium |                                 | West                            | 2                               |                       |  |  |                                    |                                    |
|  | B1 Südwest                      | 8                               |                                 |                                 |                                 |                       |  |  |                                    |                                    |
|  | A2 Südost                       | 8                               |                                 |                                 |                                 |                       |  |  |                                    |                                    |
|  | A2 Südost                       | 8                               | Südwest                         | 0                               |                                 |                       |  |  |                                    |                                    |
|  |                                 |                                 | Südwest                         | 0                               | Trostspiel                      |                       |  |  |                                    |                                    |
|  |                                 | West                            | 4                               |                                 |                                 |                       |  |  |                                    |                                    |
|  | A1 West                         | West                            | 4                               | 3                               | Mexiko                          | 0                     |  |  |                                    |                                    |
|  | A1 West                         | 28. August 19:30 Lamade Stadium |                                 | 3                               | Mexiko                          | 0                     |  |  |                                    |                                    |
|  | B2 Mittelatlantik               | 1                               |                                 | Südwest                         | 5                               |                       |  |  |                                    |                                    |
|  | B2 Mittelatlantik               | 1                               |                                 |                                 | 5                               |                       |  |  |                                    |                                    |
|  | 26. August 20:00 Lamade Stadium | 26. August 20:00 Lamade Stadium |                                 |                                 |                                 |                       |  |  | 29. August 13:00 Volunteer Stadium | 29. August 13:00 Volunteer Stadium |

## Weblink
- Offizielle Webseite der Little League World Series 2004